# Belkommunmasch
Belkommunmasch (auch Belkommunmash; russisch Белкоммунмаш) ist ein belarussisches Unternehmen mit Sitz in Minsk, das Straßenbahnen und Oberleitungsbusse herstellt; diese werden in etwa 40 Städten in acht Ländern, insbesondere in Osteuropa und Zentralasien, eingesetzt.
Das Unternehmen wurde 1973, noch zur Zeit der Weißrussischen SSR, als Reparaturwerkstatt für Straßenbahnen und Oberleitungsbusse gegründet. Inzwischen beliefert Belkommunmasch auch zahlreiche Verkehrsunternehmen außerhalb von Belarus.
Im Jahr 2014 übernahm Stadler Rail das Trolleybusgeschäft von Belkommunmasch, wodurch das Schweizer Unternehmen ein Umsatzpotenzial in dreistelliger Millionenhöhe gewonnen haben soll.
Im Juni 2022 verhängten die EU und die Schweiz Sanktionen gegen Belkommunmasch.

## Modelle

### Straßenbahnen

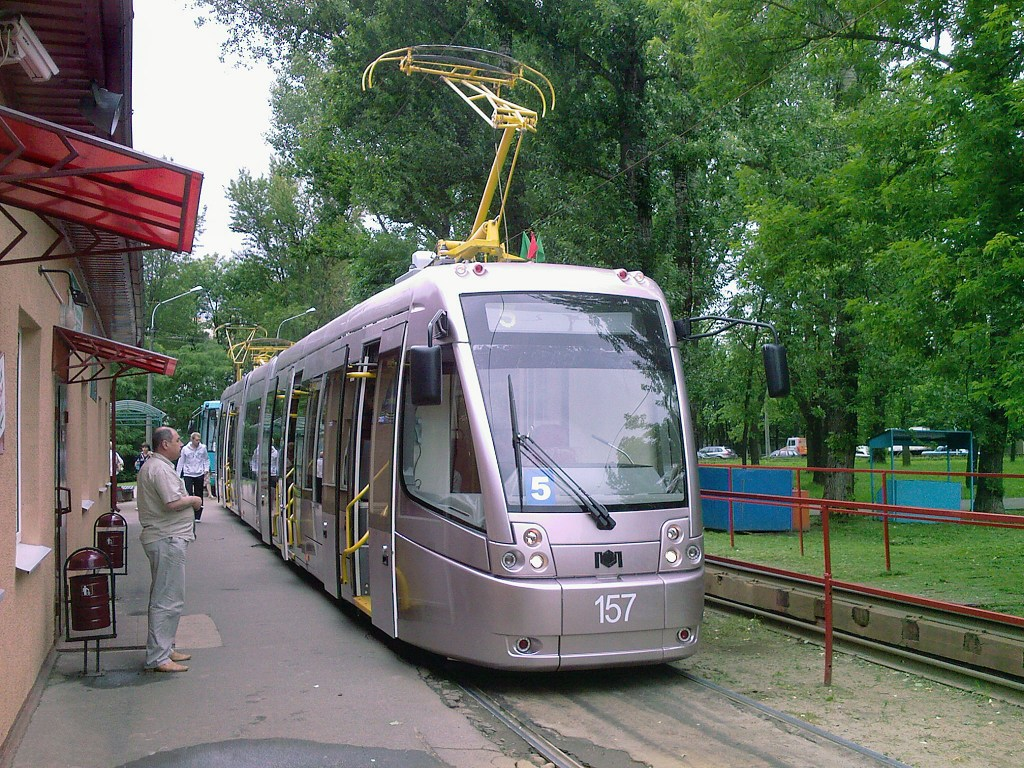
Eine Straßenbahn des Typs AKSM-843 bei der Straßenbahn Minsk

- BKM-1М
- BKM-60102
- BKM-62103
- BKM-743
- 802E
- BKM-84300М
- 84500K
- Stadler Metelitsa

### Batteriebusse

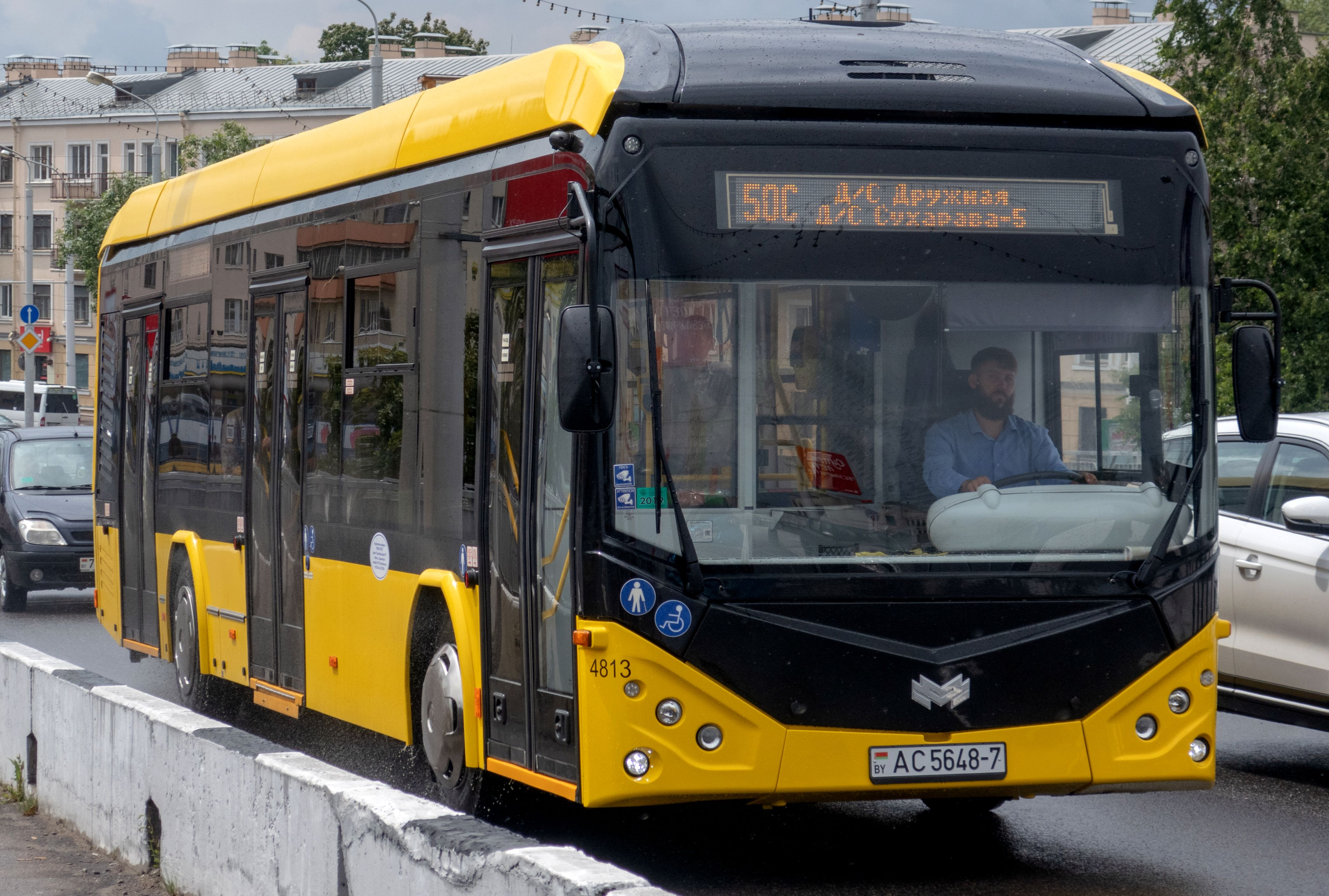
Elektrobus E321 in Minsk

- E321
- Е420
- Е433
- E490

### Oberleitungsbusse

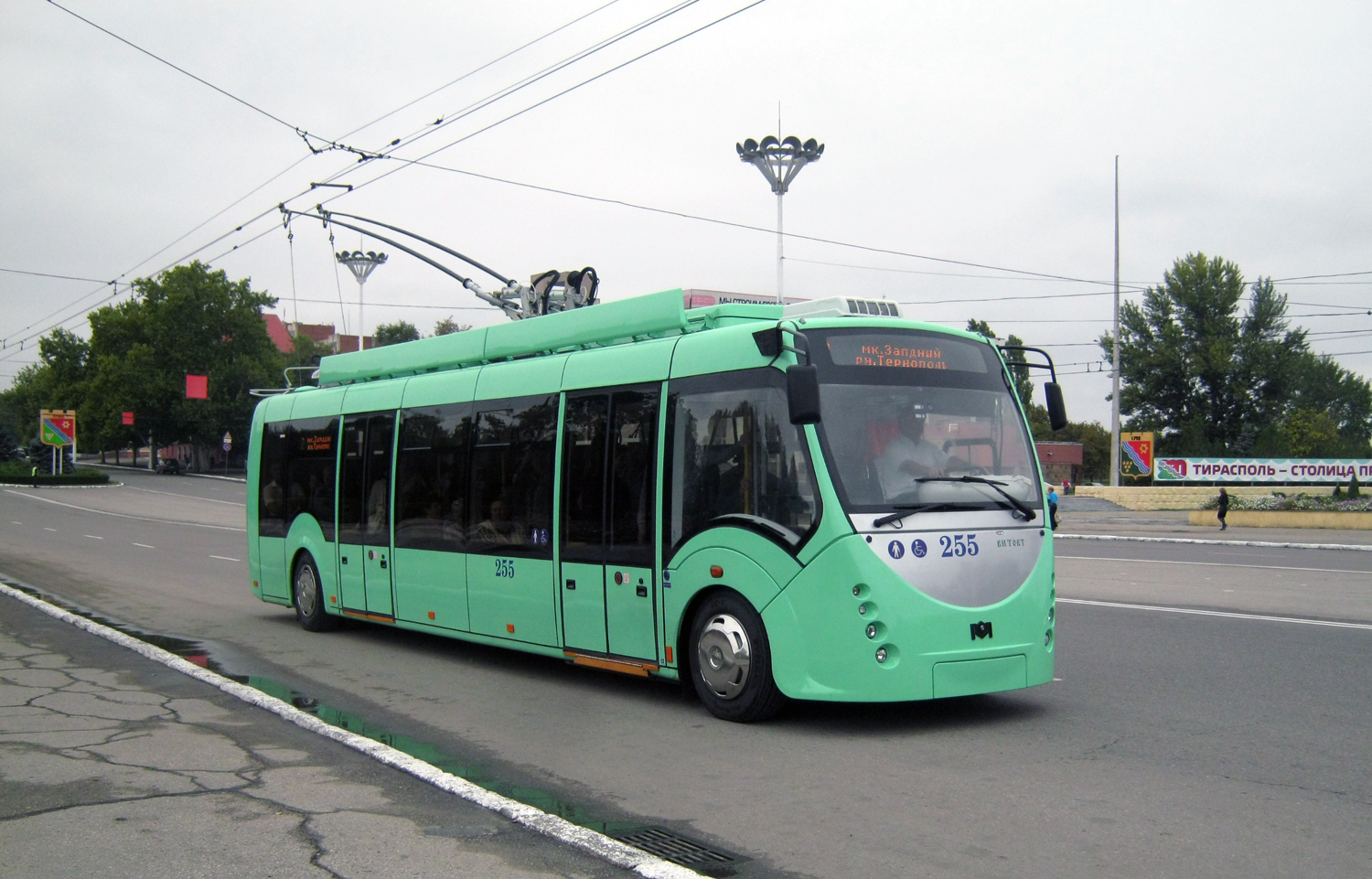
Ein Oberleitungsbus des Modells AKSM-420 in Tiraspol, Transnistrien

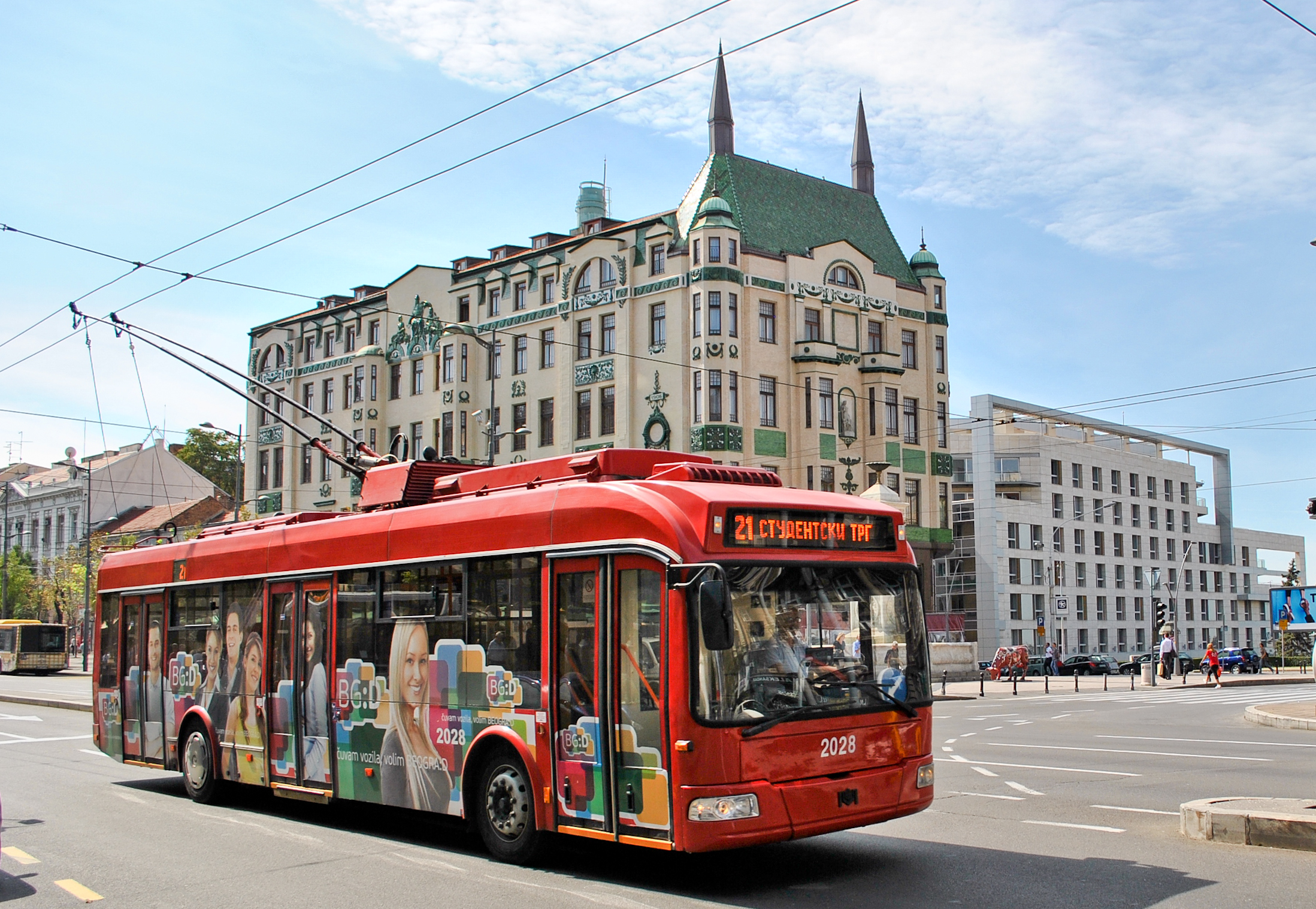
Ein Oberleitungsbus des Typs AKSM-321 beim Oberleitungsbus Belgrad in Serbien

- AKSM-100
- AKSM-101
- BKM-20100
- BKM-21300
- BKM-221
- BKM-32100
- BKM-33300
- 42003
- Vitovt Max Duo